# Estação Ferroviária de Leixões-Serpa Pinto
A Estação Ferroviária de Leixões-Serpa Pinto foi uma interface da Linha de Leixões, que servia a localidade de Matosinhos, no distrito do Porto, em Portugal.

## História
O primeiro troço da Linha de Leixões, desde esta estação até Leixões, entrou ao serviço em 20 de Julho de 1938.
Um despacho da Direcção Geral de Caminhos de Ferro, publicado no Diário do Governo n.º 151, II Série, de 1 de Julho de 1939, aprovou um projecto da Companhia dos Caminhos de Ferro Portugueses de aditamento à tarifa especial n.º 1, de passageiros, fixando o preço dos bilhetes de terceira classe para a gare de Leixões - Serpa Pinto.
Um despacho da Direcção Geral de Caminhos de Ferro de 8 de Agosto de 1939, publicado no Diário do Governo n.º 187, II Série, de 12 de Agosto, aprovou um projecto da Companhia dos Caminhos de Ferro Portugueses para um aviso ao público, relativo à alteração da categoria, que deixou de ser um posto de despacho e passou a ser um apeadeiro.
Leixões - Serpa Pinto já não figura no mapa oficial de 1985.